# Roc au Corbeau
Le roc au Corbeau est un sommet du massif du Jura culminant à 749 ou 751 mètres d'altitude. Il se trouve sur la frontière entre la France et la Suisse.

## Géographie
Sur son versant sud l'Allaine prend sa source, il s'agit d'un affluent du Doubs.